# Andrée Simons
Pour les articles homonymes, voir Simons.
Andrée Simons, née le 21 avril 1949 à Ixelles et retrouvée morte le 1er août 1984 à Paris 18e, est une auteure-compositrice-interprète belge.

## Biographie
Née à Ixelles le 21 avril 1949, Andrée Simons se consacre d'abord à la peinture, la sculpture et la poésie qui la conduit vers la chanson.
Elle se lance dans la chanson en se produisant pour la première fois sur scène vers l'âge de 15 ans à La Cantilène, chez Freddy Zegers. Dans son répertoire, des musiques qu'elle a composées sur des textes personnels mais aussi de Michel Devis, un auteur-compositeur bruxellois, et d'Angèle Guller, fondatrice des Jeunesses de la Chanson.
Elle arrive troisième à la finale du concours de l'Eurovision pour la Belgique en 1970, avec La Belle Époque, après avoir retiré sa deuxième chanson en finale Perle d'étoile. Elle est aussi en finale en 1976 avec H Coco.
Andrée Simons sort son premier 33 tours en 1969, un second l'année suivante et, en 1973, elle chante du Georges Brassens. Lors d'une tournée en Belgique, elle passe à la Ferme V à Woluwe-Saint-Lambert.
Elle s'installe à Paris en 1976 et sort L'Amour flou en 1977. Elle sort son dernier album en 1980, Le Cœur violon, qui est récompensé par le grand prix international du disque de l'Académie Charles-Cros et en 1984, peu de temps avant sa mort,  la Sacem lui décerne le prix René-Jeanne.
Le 1er août 1984, Andrée Simons est découverte sans vie à son domicile du 141 rue Marcadet, dans le 18e arrondissement de Paris.

## Discographie

### Albums
- 1969 : Mais si au moins
- 1970 : Volume 2
- 1973 : Chante Georges Brassens
- 1977 : L'Amour flou
- 1980 : Le Cœur violon (Grand prix international du disque de l'Académie Charles-Cros 1980)

### 45 t singles
- 1969 : Mais si au moins / Cours pas le vent
- 1970 : La Race / Ça fait longtemps
- 1970 : La Belle Époque / Perle d'étoile
- 1971 : Moi j'avais / Ils m'ont menti
- 1972 : Mistigrise / Tant pis, je t'aime
- 1976 : H Coco / Anastasia
- 1977 : La Maison de Christine / Ça ne me rappelle rien
- 1979 : Les Fontaines de Chaudfontaine / Celui qui
- 1980 : Laisse-moi tranquille / Les Surboums

### Titres isolés
- 1978 : Sur l'album Derrière le rideau du groupe Imago, chante Dors, dors avec le groupe